# Sauveterre (Gard)
Sauveterre è un comune francese di 1 869 abitanti situato nel dipartimento del Gard, nella regione dell'Occitania.

## Società

### Evoluzione demografica
Abitanti censiti

## Amministrazione

### Gemellaggi
- Gaggio Montano